# Курбатов, Сергей Михайлович
Сергей Михайлович Курбатов (1882—1962) — советский учёный, профессор минералогии Ленинградского государственного университета (1922—1961). Заслуженный деятель науки и техники РСФСР (1957).

## Биография
Родился 23 июня (5 июля) 1882 года в Санкт-Петербурге. Его отец, Михаил Дмитриевич, был купцом 2-й гильдии.

### Образование
Учился в 6-й классической гимназии. В 1897 году семья переехала в Нижний Новгород, где он окончил в 1900 году местную классическую гимназию.
В 1900—1905 годах обучался на естественном отделении Физико-математического факультета Санкт-Петербургского университета. 
С 1903 года специализировался в минералогии под руководством профессора П. А. Земятченского в химической лаборатории при кафедре минералогии и геогнозии. Тема магистерской работы: «Действие 10 % соляной кислоты на известково-натриевые плагиоклазы для выяснения их химического строения». Получил диплом 1-й степени и был оставлен при кафедре для приготовления к профессорской деятельности.

### Научная и педагогическая работа
С 1908 года был назначен ассистентом при кафедре, проводил химические анализы минералов. Одновременно, до конца 1917 года, вёл занятия по минералогии в Санкт-Петербургском технологическом институте.
В 1908—1909 годах работал ассистентом при кафедре минералогии физико-математического факультета Высших женских Бестужевских курсов, которой заведовал профессор С. Ф. Глинка.
В 1909 году был назначен лаборантом химической лаборатории при университете, участвовал в работе съезда естествоиспытателей и врачей в Москве.
В 1911 году большое влияние на его научную деятельность оказал переезд в Санкт-Петербург для работы на Высших женских курсах В. И. Вернадского и А. Е. Ферсмана, с которыми он работал и в минералогическом музее Академии Наук.
В 1913 году участвовал в работе съезда естествоиспытателей в Тифлисе. Начал изучение минерала везувиан из русских месторождений.
В 1915 году — младший ассистент Кафедры минералогии университета.
В 1914 году при Юрьевском университете он получил степень магистра минералогии и геогнозии.
26 октября 1917 года по рекомендации В. И. Вернадского был избран профессором и заведующим кафедрой минералогии и геологии Томского университета.
В 1922 году участвовал в работе 1-го Всероссийского геологического съезда.
С 1922 года переехал в Петроград. С 1926 года — профессор и заведующий кафедрой минералогии Ленинградского государственного университета.
Одновременно заведовал:
- 1922—1930 — минералогическим отделом и директор Государственного Научно-исследовательского керамического института.
- 1930—1935 — минералогическим сектором Ломоносовского института минералогии и геохимии АН СССР.

В 1934 году впервые на территории СССР открыл минералы: лиллианит, хромвезувиан.
В сентябре 1935 года ему была присуждена в учёная степень доктора геолого-минералогических наук, без защиты диссертации. Этому способствовал академик В. И. Вернадский, который отмечал в 1934 году заслугу С. М. Курбатова в сохранении университетской минералогии и создании научной школы. 
В 1942 году эвакуирован в Саратов, где участвовал в открытии богатого месторождения газа на Нижней Волге.
В 1945—1951 годах, по предложению А. Е. Ферсмана, исполнял обязанности заведующего минералогическим отделом Кольской базы АН СССР

### Известные ученики
Среди его учеников профессорами и докторами наук стали:
- А. Б. Вистелиус
- Г. Г. Леммлейн (1901—1962)
- Ю. М. Кузнецов
- К. Г. Куманин
- А. А. Кухаренко
- В. И. Лебедева
- А. А. Федосеева
- И. И. Шафрановский (1907—1994)
- и другие.

С. М. Курбатов вышел на пенсию в 1961 году.

## Семья
Был женат на Евдокии Федоровне (1879 г.р.), имел сыновей Сергея (1908 г.р.), Юрия (1910 г.р.) и дочь Нину (1912 г.р.).

## Награды и звания
- 1943 — Медаль «За оборону Ленинграда»
- 1945 — Медаль «За доблестный труд в Великой Отечественной войне 1941—1945 гг.»
- 1957 — Заслуженный деятель науки и техники РСФСР[4].

## Членство в организациях
- 1915 — Всесоюзное минералогическое общество, c 1956 года — почётный член.
- Возглавлял геологическое отделение Ленинградского общества естествоиспытателей.